# Liste d'écrivains gallois
Liste des écrivains gallois dans tous les genres, par ordre alphabétique.
Cette liste présente les auteurs gallois qui ont écrit aussi bien en anglais qu'en gallois, en latin, ou dans d'autres langues.

## A
- Dannie Abse (1923- 2014)
- Aneirin (525 - 600)
- Asser (Xe siècle)

## B
- Mary Balogh (1944- )
- Rhoda Broughton (1840-1920)

## C
- Alexander Cordell (1914-1997)
- Lewys Glyn Cothi ( 1420- 1490)

## D
- Roald Dahl (1916-1990)
- Andrew Davies (1936- )
- Russell T Davies (1963- )
- John Dyer(1699 - 1757)

## E
- Marion Eames (1921-2007)
- Caradoc Evans, (1878-1945)

## F
- Dick Francis (1920-2010)
- Ken Follett (1949- )
- Jasper Fforde (1961- )

## G
- Giraldus Cambrensis (1146 av. J.C-1223 av J.C)
- Iris Gower (1935–2010)
- Ann Griffiths (1776-1805)
- Dafydd ap Gwilym (vers 1315/1320 - vers 1350/1370)

## H
- Llywarch Hen (VIIe siècle)
- Mererid Hopwood (1964- )
- John Ceiriog Hughes (1832–1887)
- Richard Hughes (1900-1976)

## J
- Jack Jones (1884-1970)
- Lewis Jones(1897-1939)
- William Jones (1746-1794)

## L
- Saunders Lewis (1893–1985)
- Eric Linklater(1899-1974)
- Richard Llewellyn (1907-1983)

## M
- Cynddelw Brydydd Mawr (XIIe siècle)
- Jan Morris (1926- )

## O
- Daniel Owen (1836–1895)

## P
- Caradog Prichard (1904–1980)

## R
- Goronwy Rees (1909-1979)
- Jean Rhys (1894-1979)
- Kate Roberts (1891-1985)

## S
- Howard Spring (1889-1965)

## T
- Taliesin (518- 599)
- Dylan Thomas (1914-1953)
- Edward Thomas (1878-1917)
- Ronald Stuart Thomas (1913-2000)
- Hester Thrale (1740-1821)

## V
- Henry Vaughan (1621-1695)

## W
- Glanmor Williams (1920- 2005)
- Isaac Williams (1802-1865)
- John Ellis Williams (1924- 2008)
- Raymond Williams (1921-1988)
- Waldo Williams (1904-1971)
- Eirug Wyn (1950–2004)
- Hedd Wyn (1887–1917)